# Pambykkend
Pambykkend är en ort i Azerbajdzjan.   Den ligger i distriktet Saljan, i den sydöstra delen av landet, 100 km sydväst om huvudstaden Baku. Antalet invånare är 1 981.
Terrängen runt Pambykkend är platt. Närmaste större samhälle är Şirvan, 12,3 km norr om Pambykkend.
Trakten runt Pambykkend består till största delen av jordbruksmark. Runt Pambykkend är det ganska tätbefolkat, med 80 invånare per kvadratkilometer.